# 佐藤優悟
佐藤 優悟（さとう ゆうご、1997年4月2日 - ）は、宮城県刈田郡蔵王町出身のプロ野球選手（外野手）。右投右打。福島レッドホープス所属。NPBでは育成選手であった。

## 経歴

### プロ入り前
蔵王町立平沢小学校2年の時に野球を始めた。蔵王町立円田中学校では軟式野球部に所属し正捕手を務め、2年秋には宮城県選抜に選出された。
宮城県柴田高等学校では1年秋から6番・一塁手でベンチ入りし、2年秋から4番に座った。最高成績は3年春の県大会準優勝で、甲子園大会の出場経験はない。
仙台大学で外野手に転向し、1年春から仙台六大学野球リーグ戦に出場。レギュラーに定着した4年春のリーグ戦で、リーグ5位の打率.342、1本塁打、11打点、6盗塁の成績を残しベストナインを受賞した。
2019年10月17日に行われたプロ野球ドラフト会議において、オリックス・バファローズから育成ドラフト7位で指名を受け、11月20日に支度金330万円、年俸240万円で仮契約を結んだ。

### オリックス時代
2020年はウエスタン・リーグ35試合に出場し、打率.237、0本塁打、4打点、2盗塁の成績を残した。
2021年はウエスタン・リーグ30試合に出場し、打率.241、1本塁打、5打点の成績を残し、リーグ戦終了後はみやざきフェニックス・リーグに参加。フェニックス・リーグでは4番に入ることもあったが、10月29日、球団から来季の契約を結ばない旨を通告された。

### BCリーグ・福島時代
2022年1月7日に、ベースボール・チャレンジ・リーグの福島レッドホープスへ入団することが発表された。2年目の2023年は打率.388を記録して北地区の首位打者（リーグ全体でも打率トップ）を獲得した。2024年（今シーズンは地区制がなくなり、タイトル表彰も一本化）は2年連続となる首位打者を.401の打率で獲得した。リーグの4割打者は、2007年の野原祐也（富山、.412）以来2人目となる。12月13日、2025年シーズンは野手コーチ補佐を兼任することが発表された。2025年5月9日、対栃木ゴールデンブレーブス戦で、リーグ史上8人目となるサイクル安打を達成した。

## 詳細情報

### 年度別打撃成績
- 一軍公式戦出場なし

### 独立リーグでの年度別打撃成績
| 年 度     | 球 団     | 試 合 | 打 席 | 打 数 | 得 点 | 安 打 | 二 塁 打 | 三 塁 打 | 本 塁 打 | 塁 打 | 打 点 | 盗 塁 | 盗 塁 死 | 犠 打 | 犠 飛 | 四 球 | 敬 遠 | 死 球 | 三 振 | 併 殺 打 | 打 率 | 出 塁 率 | 長 打 率 | O P S |
| --------- | --------- | ----- | ----- | ----- | ----- | ----- | -------- | -------- | -------- | ----- | ----- | ----- | -------- | ----- | ----- | ----- | ----- | ----- | ----- | -------- | ----- | -------- | -------- | ----- |
| 2022      | 福島      | 60    | 261   | 234   | 38    | 72    | 14       | 0        | 3        | 97    | 23    | 16    | 3        | 0     | 0     | 19    | -     | 6     | 33    | 2        | .308  | .375     | .415     | .790  |
| 2023      | 福島      | 63    | 263   | 240   | 36    | 93    | 15       | 2        | 8        | 136   | 50    | 15    | 3        | 0     | 6     | 13    | -     | 4     | 36    | 11       | .388  | .418     | .567     | .985  |
| 2024      | 福島      | 53    | 233   | 202   | 36    | 81    | 10       | 0        | 9        | 118   | 43    | 11    | 2        | 0     | 2     | 21    | -     | 8     | 27    | 0        | .401  | .472     | .584     | 1.056 |
| 通算：3年 | 通算：3年 | 176   | 757   | 676   | 110   | 246   | 39       | 2        | 20       | 351   | 116   | 42    | 8        | 0     | 8     | 32    | -     | 10    | 69    | 13       | .364  | .420     | .519     | .939  |

- 2024年度シーズン終了時
- 各年度の太字はリーグ最高

### 背番号
- 007（2020年 - 2021年）
- 5（2022年 - ）